# Bzince pod Javorinou
Bzince pod Javorinou es un municipio situado en el distrito de Nové Mesto nad Váhom, en la región de Trenčín, Eslovaquia. Tiene una población estimada, en enero de 2023, de 2018 habitantes.
Está ubicado al oeste de la región, cerca del río Váh (cuenca hidrográfica del Danubio) y de la frontera con la región de Trnava y la República Checa.

## Demografía
| Año        | 1994 | 2004    | 2014    | 2024    |
| ---------- | ---- | ------- | ------- | ------- |
| Población  | 1997 | 2043    | 2097    | 2024    |
| Diferencia |      | +2,30 % | +2,64 % | −3,48 % |

| Año        | 2023 | 2024    |
| ---------- | ---- | ------- |
| Población  | 2014 | 2024    |
| Diferencia |      | +0,49 % |